# Vingåker (gemeente)
Vingåker is een Zweedse gemeente in Södermanland. De gemeente behoort tot de provincie Södermanlands län. Ze heeft een totale oppervlakte van 441,9 km² en telde 9178 inwoners in 2004.

## Plaatsen
- Vingåker (plaats)
- Högsjö
- Baggetorp
- Marmorbyn